# Ditlev Vibe (gehejmeråd)
 Der er flere personer med dette navn, se Ditlev Vibe.
Ditlev Vibe (15. november 1670 – 5. oktober 1731) var en dansk statsmand, søn af den under Christian 5. indflydelsesrige Michael Vibe.
Vibe var fra barndommen kammerat med den senere Frederik 4., og blev efter dennes tronbestigelse udnævnt til forskellige høje embeder og blev hans stadige rådgiver, der øvede afgørende indflydelse på dansk udenrigspolitik under den store nordiske krig. Da Anna Sophie Reventlow blev dronning, blev Vibe fjernet fra sine stillinger i 1721 og i stedet udnævnt til statholder i Norge, hvor han virkede til sin død og fik til eftermæle at have været en for landets tarv "omhyggelig Herre".
Han var gudfar til, og lånte sit navn til forfatterinden Ditlevine Feddersen.